# Wola Głupicka
Wola Głupicka – kolonia wsi Głupice w Polsce położona w województwie łódzkim, w powiecie bełchatowskim, w gminie Drużbice.
Dawniej wieś stanowiła własność biskupów kujawskich. W źródłach pojawia się także jako Głupiecka Wólka.
Głupice Małe (Wola Głupicka) były wsią biskupstwa włocławskiego w powiecie piotrkowskim województwa sieradzkiego w końcu XVI wieku. 
W latach 1975–1998 kolonia administracyjnie należała do województwa piotrkowskiego.